# Fethaland

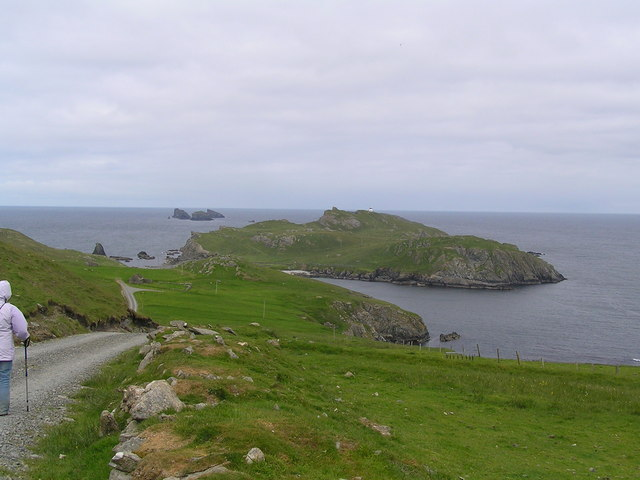
Blick von Süden über Fethaland auf Isle of Fethaland, im Hintergrund die Ramna Stacks

Fethaland ist eine unbewohnte Halbinsel im Norden von Mainland, der Hauptinsel der zu Schottland zählenden Shetlands. Als südliche Begrenzung gilt der vier Kilometer nördlich der Ortschaft North Roe gelegene Hill of Breibister. An seinem nördlichen Abhang finden sich die Ruinen zweier aufgelassener Weiler, Breibinster und Skinisfield. Im Norden geht Fethaland in einer niedrigen, schmalen Landenge in eine weitere Halbinsel, Isle of Fethaland genannt, über. Da deren Nordspitze Fethaland Point gemäß der Definition durch die Internationale Hydrographische Organisation die Grenze zweier Meere markiert, zählt die Westküste von Fethaland zum Nordatlantik, die Ostküste zur Nordsee. Im Bereich der Landenge finden sich die baulichen Überreste von Fedeland, einer ehemals von Fischern während der Fangsaison im Sommer bewohnten Siedlung. Sie sind als Scheduled Monument ausgewiesen und stehen somit unter Denkmalschutz. Fethaland liegt im Gebiet der Gemeinde (Community Council Area) Northmaven.